# Clidemia biserrata
Clidemia biserrata är en tvåhjärtbladig växtart som beskrevs av Dc.. Clidemia biserrata ingår i släktet Clidemia och familjen Melastomataceae. Inga underarter finns listade i Catalogue of Life.